# Bitexco Financial Tower
La Bitexco Financial Tower è un grattacielo a Ho Chi Minh, in Vietnam.
Ha un'altezza di 265,5 metri. Completato nel 2010, il costo totale di costruzione è 220 milioni di dollari e fino alla costruzione del  Landmark 81 era l'edificio più alto della città e del paese.